# Przełom
Przełom is een dorp in de Poolse woiwodschap Święty Krzyż. De plaats maakt deel uit van de gemeente Mniów en telt 160 inwoners.